# Івашковський (хутір)
Івашковський (рос. Ивашковский) — хутір в Суджанському районі Курської області Російської Федерації.
Населення становить 122 особи. Входить до складу муніципального утворення Поріченська сільрада.

## Історія
Населений пункт розташований на території українського етнічного та культурного краю Східна Слобожанщина.
Від 2004 року входить до складу муніципального утворення Поріченська сільрада.
У серпні 2024 перейшов під контроль ЗСУ.

## Населення
| 2002 | 2010 |
| ---- | ---- |
| 133  | ↘122 |